# PT-94
PT-94 – projekt polskiego czołgu podstawowego z początku lat 90. XX wieku, mającego być dalszą modernizacją czołgu PT-91 Twardy. Modernizacje miały obejmować: zastosowanie nowego systemu kierowania ogniem z kamerą termalną, zastosowanie automatycznego sterowania skrzynią przekładniową, zmodernizowanie zawieszenia, wyposażenie czołgu w agregat prądotwórczy oraz nową radiostację Ericsson, zastosowanie nowego podgrzewacza układów silnika oraz zastosowanie nowego silnika o mocy ok. 1000 KM. 
Kolejnym etapem modernizacji czołgu PT-91 miał być projekt PT-97.